# Maison de Beauvoir-Chastellux
Pour les articles homonymes, voir Beauvoir.
La maison de Beauvoir-Chastellux, encore représentée de nos jours, est originaire de Bourgogne. Elle doit son nom à une terre de l'Avallonnais (commune actuelle de Sauvigny-le-Beuréal) et a peu à peu acquis des terres et des charges importantes, à la fois par ses alliances avec de puissantes familles, mais aussi en récompense des services rendus aux ducs de Bourgogne et aux rois de France. Ses principaux membres ont suivi la carrière des armes.

## Historique
Cette famille est une branche cadette de la puissante famille des Anséric de Montréal (Bourgogne) qui se détache de la lignée d'origine avec Gui de Montréal, seigneur de Beauvoir (mort vers 1241), deuxième fils d'Anséric III de Montréal et de Sibille de Bourgogne.
Cette branche de la famille des Seigneurs de Montréal installe son fief sur la seigneurie de Beauvoir (Sauvigny-le-Beuréal) pendant cinq générations et prend alors légitimement le titre de seigneur de Beauvoir. Par alliance les seigneurs de Beauvoir deviennent possesseurs de fiefs importants tels que les seigneuries de Chastellux et de Bazoches, et de la vicomté d’Avallon.
La famille de Beauvoir installe alors au château de Chastellux sa résidence principale sans jamais en changer depuis lors, et prend comme patronyme Chastellux, fief de leur résidence, à la place de celui de Beauvoir. Claude de Beauvoir, Seigneur de Chastellux, fixe définitivement à sept le nombre de billettes marquées sur le blason, et tous ses enfants porteront le nom de Chastellux.

## Membres notables de la famille
- Guy II de Montréal, Seigneur de Beauvoir, mort vers 1241
- Jean Ier Seigneur de Beauvoir, mort vers 1264
- Guy III, Seigneur de Beauvoir
- Jean II, Seigneur de Beauvoir (c'est par son mariage avec Jacquette de Bourreau, sœur de la dame de Chastellux morte sans postérité, que la terre de Chastellux va revenir aux Beauvoir), mort vers 1351
- Philibert de Beauvoir (fils de Jean II) tué au siège de Saint-Sévin, où, monté le premier à l’assaut, il plante sur les murs l’étendard du duc de Bourbon.
- Guillaume de Beauvoir, Seigneur de Chastellux et de Bazoches est mandaté plusieurs fois par le Duc de Bourgogne Philippe le Hardi entre 1372 et 1382 pour maintenir l'ordre en Flandre.
- Claude de Beauvoir, Sire de Chastellux, maréchal de France
- Olivier de Chastellux, Seigneur de Chastellux, bailli de l’Autunois, poussa Henri IV à la conversion[réf. nécessaire].
- Hercule de Chastellux, premier comte de Chastellux en 1621
- François Jean de Chastellux, marquis de Chastellux 1734-1788, militaire et littérateur français, ami de George Washington et Thomas Jefferson, académicien.
- Henri Georges de Chastellux, Chevalier d’honneur de Madame Victoire, 1746-1814
- César Laurent de Chastellux, maréchal de camp, 1780-1854
- Marie-Marguerite-Thérèse de Chastellux (Chastellux-sur-Cure, 3 avril 1876 - 12 juin 1962), comtesse de Warren, infirmière générale de la Société de secours aux blessés militaires, chevalier de la Légion d'honneur (27 avril 1921)[7], mariée le 6 juillet 1898 (Paris XVIe) avec Édouard de Warren (1871-1962), député de Meurthe-et-Moselle.

### Henri-Georges-César de Chastellux
Henri-Georges-César, 7e comte de Chastellux,  vicomte d'Avallon (Paris, 18 octobre 1746 – Paris, 7 avril 1814), est un militaire français des XVIIIe et XIXe siècles.
Il entra dans les mousquetaires en 1763. Il fut nommé successivement :
- Capitaine commandant au régiment Royal-Piémont-Cavalerie, en 1765,
- Colonel d'infanterie au corps des grenadiers de France le 3 janvier 1770,
- Colonel du régiment de Lyonnais le 18 mai 1772,
- du régiment de Beaujolais le 20 mars 1774,
- Chevalier de Saint-Louis en 1781,
- brigadier d'infanterie le 5 décembre de la même année, et
- Maréchal-de-camp le 9 mars 1788.

Il émigra avec ses enfants en 1791. Le comte de Chastellux, chevalier d'honneur de Madame Victoire,, avait épousé Angélique-Victoire de Durfort-Civrac, fille d'Aimeric Joseph de Durfort-Civrac (1716-1787), duc de Civrac, qui, après la mort de madame Victoire, dont elle était dame d'honneur, se retira à Naples avec son mari et ses enfants. Elle est morte à Paris le 14 novembre 1816.

### Galerie de portraits

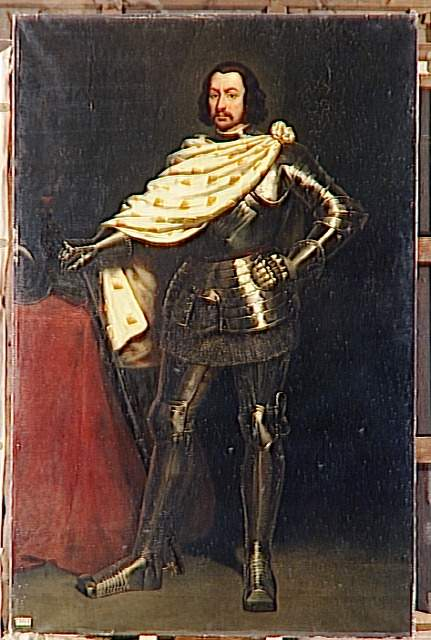
Portrait Claude de Beauvoir, seigneur de Chastellux, maréchal de France, Henry Scheffer (La Haye, 1798 ; Paris, 1862), 1835 (commande de Louis-Philippe Ier pour le musée historique de Versailles)
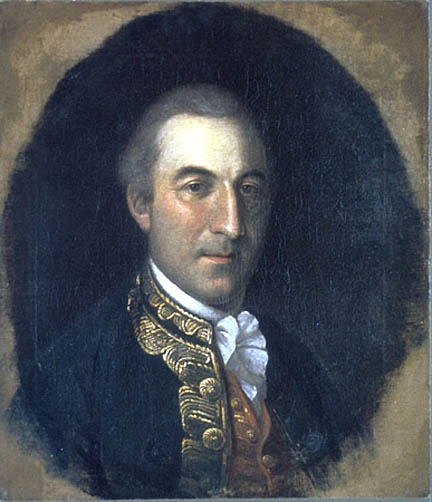
François Jean de Chastellux. Portait par Charles Willson Peale.
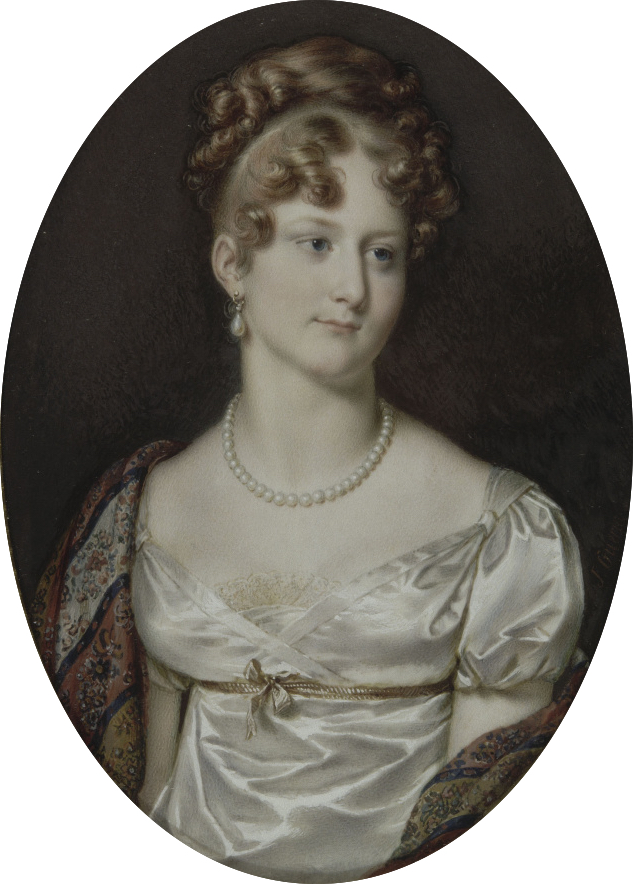
Jean-Urbain Guérin, La comtesse de La Bédoyère : Victoire Georgine de Chastellux (1790-1871)

## Arbre généalogique descendant

### Branche de Chastellux
- Guillaume Antoine de Chastellux (Chastellux, 20 octobre 1683 - Perpignan, 12 avril 1742), 5e comte de Chastellux, vicomte d'Avalon, baron de Carré, brigadier des armées du roi, premier chanoine héréditaire de la cathédrale d'Auxerre, marié avec Claire-Thérèse d'Aguesseau (1699-1772), fille de Henri François d'Aguesseau (1668-1751), seigneur de Freiné, dont 3 filles et 6 fils :
  - César Henri (1722-1726) ;
  - César François de Chastellux (Paris (paroisse Saint-Roch)), 1er novembre 1723 - Fresnes-en-Brie, 29 septembre 1749), 6e comte de Chastellux, commandant du régiment d'Auvergne, marié (22 février 1745, église Saint-Gervais (Paris)), avec Élisabeth Olympe Jubert (1725-1798), dont :
    - Henri-Georges-César (1746-1814), 7e comte de Chastellux épousa, le 21 avril 1773 à Paris, Angélique-Victoire de Durfort-Civrac, fille d'Aimeric Joseph de Durfort-Civrac (1716-1787), duc de Civrac, dont il eut :
      - Une fille (Versailles, 11 février 1774 - Versailles, 4 avril 1778) ;
      - Emeric (Versailles, 14 janvier 1775 - Versailles, 8 février 1777) ;
      - Anne (Versailles, 26 février 1776 - Versailles, 8 août 1777) ;
      - Agathe (Versailles, 3 janvier 1778 - Meudon, 10 avril 1779) ;
      - Louise Pauline (1781 - 4 mai 1857), mariée, le 21 août 1814, avec Joseph Élisabeth Roger de Damas d'Antigny (1765-1823), comte de Damas, lieutenant-général et député de la Côte-d'Or et de la Haute-Marne, dont postérité ;
      - César Laurent de Chastellux (1780-1854), 8e comte de Chastellux et 14e vicomte d'Avallon, maréchal de camp et membre de la Chambre des pairs, marié, en 1809, avec Adélaïde Louise Zéphirine de Damas d'Antigny (Paris, 5 octobre 1784 - Château de Commarin (Commarin, Côte-d'Or), 22 décembre 1838), fille de Charles César de Damas d'Antigny (1758-1829), duc de Damas, et d'Aglaé Andrault de Langeron (1759-1827), veuve de Charles Elzéar François de Vogüé (1781-1807), dont il eut trois filles
        - Henriette (1814-1815) ;
        - Caroline Thérèse Victoire, (Paris, 20 mai 1816 - Paris VIIe, 22 juin 1890), mariée, le 1er juin 1835 à Paris Xe (ancien), avec Bertrand (1810-1867), marquis de Lur-Saluces, dont postérité ;
        - Marguerite Adélaïde Laurence (Paris VIIe, 22 juillet 1822 - Chastellux-sur-Cure, 6 novembre 1906), mariée avec son cousin germain (fils du duc de Rauzan-Duras) Amédée Gabriel Henri de Chastellux (1821-1857), dont postérité ;

      - Gabrielle Joséphine (Versailles, 11 février 1783 - Paris Ier, 14 août 1820), mariée, le 24 mai 1817, avec Jean-Baptiste de Percin de Montgaillard (1767-1846), marquis de La Valette, sans postérité ;
      - Henri-Louis de Chastellux (1786-1863), 1er duc de Rauzan-Duras, 1er marquis de Duras-Chastellux[9], 9e comte de Chastellux (1854), 15e vicomte d'Avallon, auteur de :
        - la Branche de Chastellux-Duras

      - Victoire Georgine (Meudon, 19 octobre 1790 - Harfleur, 24 septembre 1871), mariée, le 21 novembre 1813 à Paris Xe, avec Charles Angélique François Huchet de La Bédoyère (1786-1815), dont postérité.

  - Judith (1725-1729) ;
  - Philippe Louis de Chastellux (Chastellux, 2 août 1726 - Paris (rue du Bac), 26 janvier 1784), marquis de Chastellux-Chaugy-Roussillon, sans alliance ni postérité ;
  - Henri Guillaume (1729-1737) ;
  - Paul Antoine (Paris (paroisse Sainte-Madeleine de la Ville l'Evêque[n 1]), 26 juin 1731 - au large du Cap Finisterre, 25 octobre 1747) ;
  - Marie (1732-1797), mariée (12 février 1749 à Leugny), avec Jean Baptiste Louis (1733-1802), marquis de La Tournelle, sans postérité ;
  - François Jean de Chastellux (1734-1788), marquis de Chastellux, membre de l'Académie française (no 250, 27 avril 1775), marié, le 13 octobre 1787 à Liège (Belgique), avec Brigitte (1759-1815), baronne de Plunkett[n 2], dame d'honneur de la duchesse d'Orléans, dont :
    - Le comte Alfred de Chastellux (1789-1856), né posthume, sous-préfet napoléonien, orléaniste, député de l'Yonne et membre de la Chambre des pairs sous la monarchie de Juillet, marié, le 31 juillet 1819 au Landeron (Suisse), avec Laure Bruzelin (1796-1882), sans postérité ;

  - Madeleine (1737-1739) ;

### Branche de Chastellux-Duras
- Henri-Louis de Chastellux, 1er duc de Rauzan-Duras, 1er marquis de Duras-Chastellux[9], 9e comte de Chastellux (1854), 15e vicomte d'Avallon, député de Saône-et-Loire, épousa, le 30 août 1819 Claire Clara Henriette Philippine Benjamine de Durfort (Londres, 25 septembre 1799 - Paris, 11 novembre 1863), dont :
  - Césarine Claire Marie Marie de Chastellux-Duras (Paris Xe, 11 juin 1820 - Paris VIIIe, 11 février 1866), mariée, le 7 février 1842 à Paris Ier, avec Ernest, marquis de Lubersac (1812-1878), dont postérité ;
  - Amédée Gabriel Henri de Chastellux (Paris VIIe, 20 janvier 1821 - Château de Chastellux, 3 septembre 1857), fondateur du Correspondant[9] et de l'abbaye Sainte-Marie de la Pierre-Qui-Vire[9], marié avec sa cousine germaine Marguerite de Chastellux (1822-1906), dont :
    - Henri-Paul-César (Boulleret, 3 novembre 1842 - Lucy-le-Bois, 23 août 1917), dit « le marquis de Duras[9] », 2e duc de Rauzan-Duras, 2e marquis de Duras-Chastellux, 10e comte de Chastellux, 16e vicomte d'Avallon, historien, marié, le 3 mai 1869 à Annou (Avallon), avec Marguerite de Virieu 1845-1927, dont :
      - Hélène (20 février 1872 - 4 novembre 1956), mariée le 9 janvier 1894[11] avec Maurice Péting de Vaulgrenant (1863-1947), saint-cyrien (1882-1884 : promotion des Pavillons noirs), général de brigade, dont postérité ;
      - Marie-Marguerite-Thérèse (Chastellux-sur-Cure, 3 avril 1876 - 12 juin 1962), comtesse de Warren, infirmière générale de la Société de secours aux blessés militaires, chevalier de la Légion d'honneur (27 avril 1921)[7], mariée le 6 juillet 1898 (Paris XVIe) avec Édouard de Warren (1871-1962), député de Meurthe-et-Moselle ;
      - Anséric Christian Joseph Marie Olivier (Chastellux, 19 janvier 1878 - Chastellux, 18 août 1966), 3e duc de Rauzan-Duras, marquis de Duras-Chastellux, 11e comte de Chastellux, vicomte d'Avallon, marié, le 15 octobre 1910 à Athis-Mons, avec Louise Françoise Elisabeth Chodron de Courcel (Paris, 7 février 1876 - Chastellux, 18 septembre 1965), fille d'Alphonse Chodron, baron de Courcel (1835-1919), dont :
        - César Louis Melchior Marie Henri Jean de Chastellux (Athis-Mons, 7 février 1912 - Lucy-le-Bois, 15 février 2005), 4e duc de Rauzan-Duras, marquis de Duras-Chastellux, 12e comte de Chastellux, vicomte d'Avallon, marié avec Marie Honorée Faustine Louise Roussel de Sainte-Colombe (Paris VIIIe, 15 mars 1898 - Thiverval-Grignon, 4 novembre 1979), sans postérité[12] ;
        - Le comte Anséric Louis Marie Alphonse Georges de Chastellux (Athis-Mons, 30 octobre 1913 - Sèvres, 27 mars 1988), marié avec Ghislaine van Zeller d'Oosthove (1913-1985), dont :
          - François-Jean Marie Robert Olivier de Chastellux (né à Paris le 11 avril 1946), 5e duc de Rauzan-Duras, marquis de Duras-Chastellux, 13e comte de Chastellux, vicomte d'Avallon, marié avec Aleth Marguerite Marie Hélène de Laguiche, dont :
            - Guillaume (né à Paris le 18 mars 1973), mariée avec Dammarie de Vasselot de Régné (née le 28 décembre 1976) :
              - Le comte Humbert (né à Rouen le 10 août 2001) ;
              - Le comte Éric (né le 19 décembre 2002) ;
              - Aliénor (née le 30 août 2004) ;
              - Le comte Arnould (né à Paris le 29 février 2008) ;

            - Amaury Olivier Marie Philibert (né à Paris le 10 juillet 1975) ;
            - Philibert Charles Marie Georges (né à Paris le 18 novembre 1979) ;

          - Olivier, marié avec Douce Goudon de Lalande de L'Héraudière, dont :
            - Philippine, mariée avec Guillaume Genevray ;
            - Laure ;

          - Sibylle, mariée avec Jean Paul de Parcevaux (né le 24 novembre 1944), dont postérité ;

        - Le comte Marie Edouard Louis de Chastellux[13] (Paris, 20 janvier 1917 - Lucy-le-Bois, 31 juillet 2003), maire de Lucy-le-Bois (1983-1995), marié avec Geneviève Laure Navarre (Paris, 12 mai 1916 - Lucy-le-Bois, 3 mai 2007) dont :
          - Christian Louis Marie de Chastellux, marié avec Patricia Christine Zieseniss, puis avec Marie-Claire Nouet. Il eut de son premier mariage :
            - Adelaïde Marie Alix, mariée avec Éric Gilbert Jean-Luc Vanier ;
            - Gaspard Jean Hubert Marie de Chastellux

          - Philippe Georges Louis Marie de Chastellux, marié avec Alix Marie Louise Anne de Valois de Saint-Aymour, dont :
            - Victoire Adelaïde Louise Marie, mariée avec Amaury Sabatier, dont postérité ;
            - Zéphirine Anne Louise Marie ;
            - César Jacques Louis Marie ;

          - Alix Jeanne Louise Marie de Chastellux, mariée avec Eric Jean Marie de Joussineau de Tourdonnet, dont postérité ;
          - Hugues Jean Marie Louis de Chastellux, marié avec Sophie Bertrane Marguerite Marie de Pechpeyrou-Comminges de Guitaut dont :
            - Valentine Marie Béatrix Zéphirine de Chastellux, mariée avec Edward Short, dont postérité ;
            - Caroline Marie Elisabeth Marguerite de Chastellux,

      - Une fille et deux autres fils ;

    - Jean Laurent Philippe (Chastellux, 1er novembre 1843 - Chastellux, 28 novembre 1843) ;
    - Bertrand Georges Louis (Chastellux, 4 janvier 1847 - Château de Lucy-le-Bois, 6 avril 1918), sans alliance ;
    - Bernard Léonce Marie (Chastellux, 30 décembre 1849 - Chastellux, 1er avril 1901), sans alliance ;
    - Bruno Charles Guillaume (Chastellux, 11 février 1852 - Chastellux, 25 mai 1853) ;
    - Marie Charlotte Félicité Zéphyrine (Chastellux, 8 octobre 1853 - Chastellux, 12 janvier 1902), sans alliance ;
    - Le comte César Jean Marie (Chastellux, 9 février 1856 - Senlis, 1er janvier 1882), saint-cyrien (1874-1876 : la « Grande Promotion »), lieutenant du 5e cuirassiers (1882) ;

  - Charlotte Henriette Nathalie de Chastellux-Duras (Paris VIIe, 11 janvier 1824 - Paris Ier, 22 février 1848), mariée, le 18 mai 1846 à Paris, avec Henry de La Croix de Chevrières (1808-1893), marquis de Pisançon, dont postérité ;
  - Félicie Georgine de Chastellux-Duras (Paris Ier, 28 avril 1830 - 90, rue de Varennes (Paris VIIe), 4 avril 1897), mariée, le 2 mai 1849 à Paris Ier, avec Xavier, comte de Blacas d'Aulps (1819-1876), dont postérité.

### Branche non-reliée
- Louis Alexandre de Chastellux[9], marié, le 4 juillet 1796 à Saint-Hélier (Jersey), avec Rose Louise Eulalie de Freslon (1773-1823), dont il eut :
  - Louis Charles Emmanuel (Londres, 14 mai 1797 - Haguenau (Bas-Rhin), 4 août 1862), marié avec Claire Joséphine Hüffel (Haguenau, 18 décembre 1803 - Paris, 11 janvier 1892 - Paris), dont :
    - Louis Emmanuel de Chastellux (Haguenau, 17 novembre 1826 - 23 juillet 1891), sous-préfet de Savenay (Loire-Inférieure), chevalier de la Légion d'honneur (14 août 1865)[14], marié, le 14 janvier 1863 à Redon (Ille-et-Vilaine), avec Amélie de La Haye-Jousselin (née le 28 juin 1832 - Missillac, Loire-Inférieure), dont :
      - Amélie, mariée avec Georges Dion ;
      - Elisabeth ;

    - Madeleine Joséphine Emma de Chastellux, mariée avec Maximilien-Prosper Foy (1805-1889), colonel du génie, directeur des fortifications de Cherbourg, commandeur de la Légion d'honneur, député du Bas-Rhin, dont postérité ;

  - Marie Nicole (née le 2 novembre 1798 à Londres, morte jeune[9]) ;
  - Émilie Céleste Augustine (Saint-Hélier (Jersey), 19 août 1801 - Maudétour, 21 vendémiaire an XI : 13 octobre 1802).

## Titres
- Seigneurs de Beauvoir ;
- Vicomtes d'Avallon ;
- Comtes de Chastellux ;
- Ducs de Rauzan-Duras ;

## Châteaux, seigneuries, terres

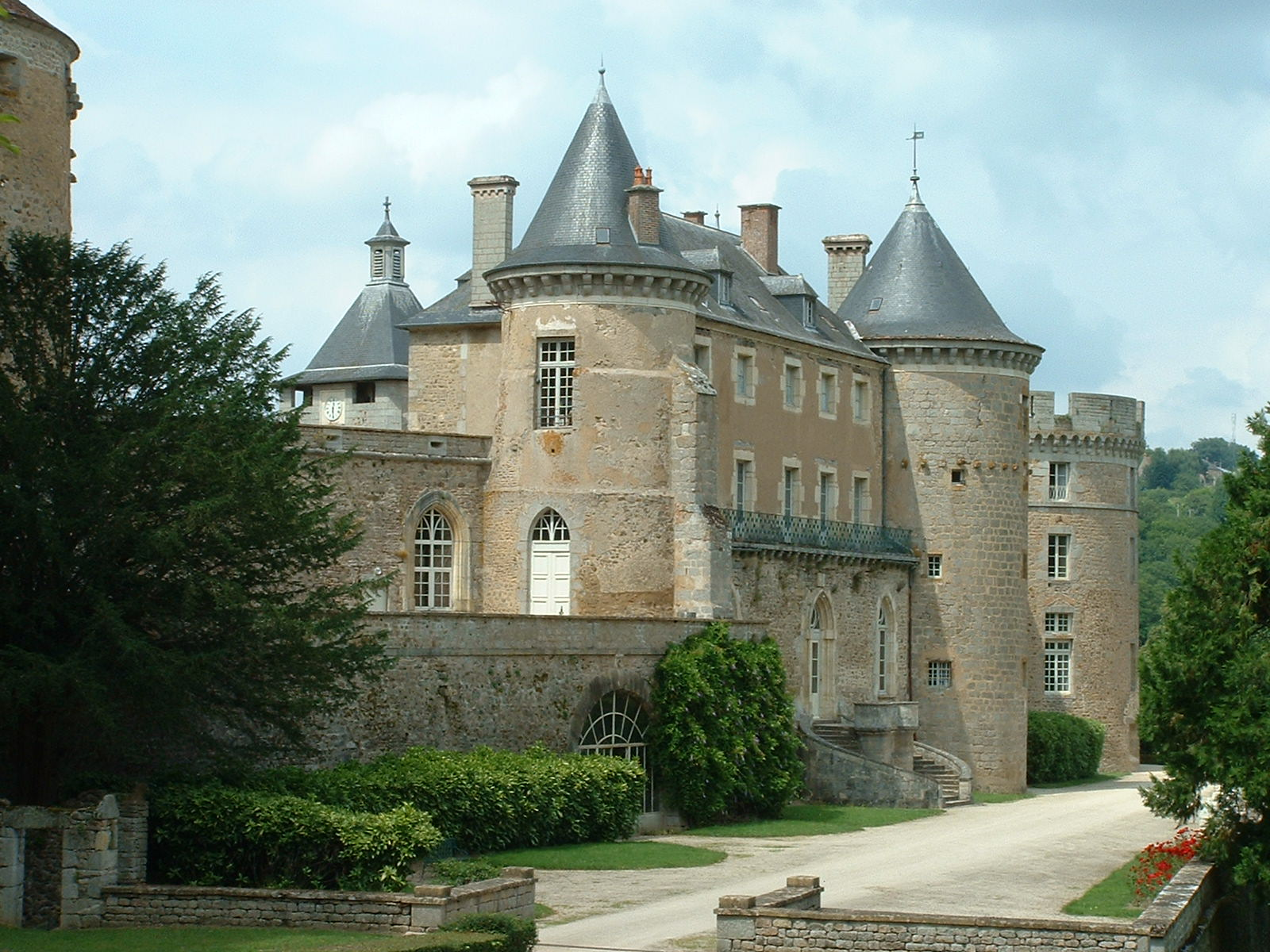
Château de Chastellux
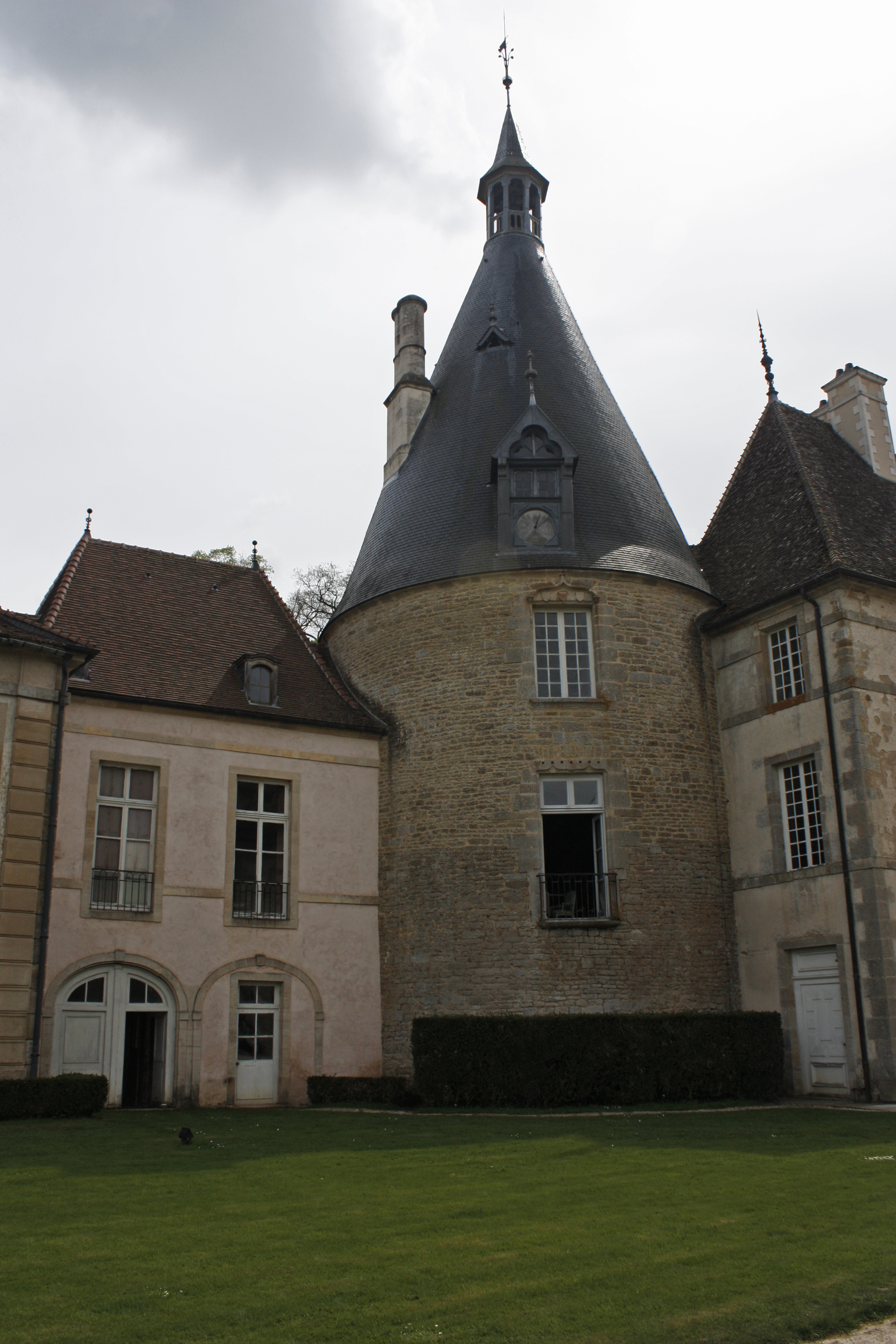
Château de Commarin
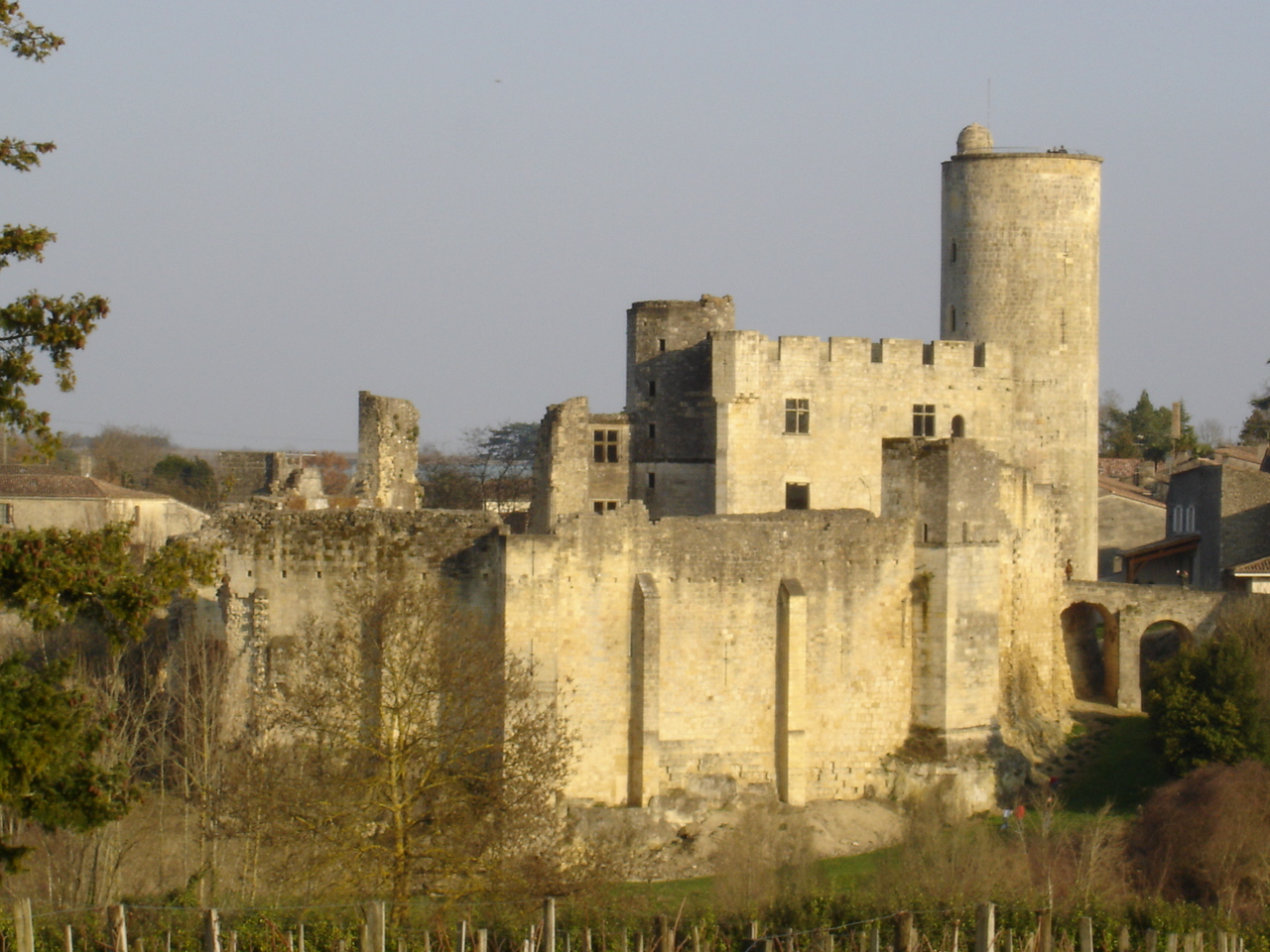
Château de Rauzan

## Armoiries
| Image | Armoiries de la Maison de Beauvoir-Chastellux |
| ----- | --- |
|       | Maison de Beauvoir-Chastellux D'azur, à la bande d'or, acc. de sept billettes du même, trois de chaque côté de la bande et une au canton senestre du chef,. - Cimier : le cimier, depuis le XVe siècle, représente le buste de la Brunehaut, fille, femme et mère de rois, régente de l'Austrasie. Régnant sur la Bourgogne avec son petit-fils le roi Thierry II, elle aurait séjourné à la fin du VIe siècle à Montréal (Yonne), berceau de la famille des seigneurs de Montréal dont les Beauvoir de Chastellux sont issus.            |
|       | Philippe Louis de Chastellux (Chastellux, 2 août 1726 - Paris (rue du Bac), 26 janvier 1784), marquis de Chastellux-Chaugy-Roussillon, sans alliance ni postérité ; Écartelé : aux 1 et 4, d'azur, à la bande d'or, acc. de sept billettes du même, trois de chaque côté de la bande et la septième en chef à senestre (Chastellux); au 2, contre-écartelé d'or, et de gueules (Chaugy) ; au 3, d'azur, à la croix d'or cantonnée de vingt croisettes du même, cinq dans chaque canton, 2, 1 et 2 (de Choiseul). - Supports : deux lions. |
|       | Armes des ducs de Rauzan-Duras (« Chastellux de Duras-Chastellux ») Écartelé : aux 1 et 4, d'azur, à la bande d'or, acc. de sept billettes du même, 3 de chaque côté de la bande et la septième au canton senestre du chef de Chastellux ; aux 2 et 3 de Duras (contre-écartelé : a) et d) d'argent, à la bande d'azur (Maison de Durfort), b) et c) de gueules, au lion d'argent (de Lomagne))., - Supports : deux lions ou deux lions tenant chacun une lance portant : À son plaisir. - Devise : Montréal à sire de Chastellux.        |
|       | César Laurent de Chastellux (1780-1854), maréchal de camp, 8e comte de Chastellux (1814-1854), pair de France (23 décembre 1823 - 31 août 1830, baron et pair héréditaire : lettres patentes du 3 mai 1824), Officier de la Légion d'honneur (23 mai 1825), Chevalier de Saint-Louis, Chevalier de l'Ordre de Saint-Ferdinand d'Espagne (1823). |
|       | Le comte Alfred Louis Jean Philippe de Chastellux (1789-1856), membre de la Chambre des pairs (1845-1848), officier de la Légion d'honneur (20 avril 1831) |

## Pour approfondir